# نام‌ها و رمزهای شناسه‌های مشاهده منطقی
نام‌ها و رمزهای شناسه‌های مشاهده منطقی (به انگلیسی Logical Observation Identifiers Names and Codes) که به‌طور خلاصه LOINC نامیده می‌شود، یک پایگاه داده و استاندارد جهانی برای شناسایی و تشخیص مشاهدات آزمایشگاهی پزشکی است.